# My Soul Pleads for You
«My Soul Pleads For You» es el segundo sencillo de Grace, el segundo disco del cantante de R&B Inglés Simon Webbe.

## Sencillo
«My Soul Pleads For You» es el segundo sencillo del segundo disco de Simon Webbe, "Grace". El tema fue anunciado como segundo sencillo 12 de diciembre del 2006 en su página web oficial.
El B-Side del sencillo es "When You Were Young", un cover del sencillo del grupo Norteamericano The Killers. La canción fue grabado en directo durante su actuación en el programa de la BBC Radio 1 "Jo Whiley's show", siendo el propio Simon quién quiso que el tema estuviese incluida en este sencillo.
El sencillo fue puesto a la venta a finales de enero del 2007 vía iTunes, pero se mantuvo fuera del Top 100 Singles del servicio de descargas legales, siendo noticias muy decepcionantes para sus fanes, creyendo que el sencillo sería un fracaso cuando saliese de manera "física" el 12 de febrero, puesto el fracaso en iTunes.
En efecto, el sencillo fue todo un fracaso en las listas de ventas Británicas, sólo pudiendo llegar al #45 en su primera semana de ventas, saliendo en su segunda semana del Top 75 Singles (#89).
Debido al fracaso de su primer sencillo "Coming Around Again" en todo el mundo, el sencillo no fue publicado a nivel internacional, siendo, en principio, una publicación en el Reino Unido. Pero, en abril del 2007, el sencillo fue publicado en los Países Bajos y en Italia, después de notables actuaciones tanto en radio como en programas de televisión. El sencillo no pudo entrar en el Top 40 de ambos países, siendo otro fracaso para el cantante inglés.
En el Reino Unido sólo llegó al #45, siendo la segunda peor posición para un miembro de Blue, solo por detrás del ex componente del grupo Duncan James con su sencillo "Can't Stop The River", que se posicionó en un pésimo #59 en UK.
Debido a esto, hubo numerosos rumores acerca del abandono de Simon Webbe de su discográfica, pero él mismo y EMI desmintieron estas falsas noticias.

## Canciones
CD 1
1. «My Soul Pleads For You»
2. «When You Were Young»